# Lupul de mare
Lupul de mare (în engleză The Sea-Wolf) este opera  scriitorului american Jack London (1916), prima ediție fiind publicată în anul 1904. Încă de la prima ediție se dovedește un roman de mare succes.  

## Conținut
Lupul de mare este o povestire a întâmplărilor lui Humphrey van Weyden, care face o călătorie cu vaporul de la San Francisco spre Sausalito, dar va suferi un accident căzând peste bord și va fi salvat de o balenieră. Lup Larsen este căpitanul balenierei, un om brutal dotat cu o putere fenomenală și o filozofie aparte. Căpitanul terorizează echipa lui de matrozi, însă acest om brutal este de o inteligență deosebită, care motivează acțiunile sale brutale prin teoria darwinistă. Oamenii sunt creaturi fără valoare, care sunt supuși regulilor  biologice, în lupta dintre specii cel mai puternic supraviețuiește, altruismul fiind o prostie, născocită de cei slabi, aceasta este filozofia căpitanului. 
Lup Larsen se amuză pe socoteala lui Humphrey van Weyden, pe care îl umilește punându-l ca ajutor de bucătar, numindu-l ulterior cârmaci cu toate că acesta nu avea cunoștințe de navigație. Van Weyden învață treptat după părerea căpitanului să stea pe propriile picioare. Între timp căpitanul va pedepsi crud o răzvrătire a matrozilor, fiind în cele din urmă doborât de o boală care-l macină. 